# Дорогобужский уезд
Дорогобу́жский уе́зд — административная единица в составе Рижской губернии, Смоленского наместничества и Смоленской губернии, существовавшая в 1708—1927 годах. Центр — город Дорогобуж.

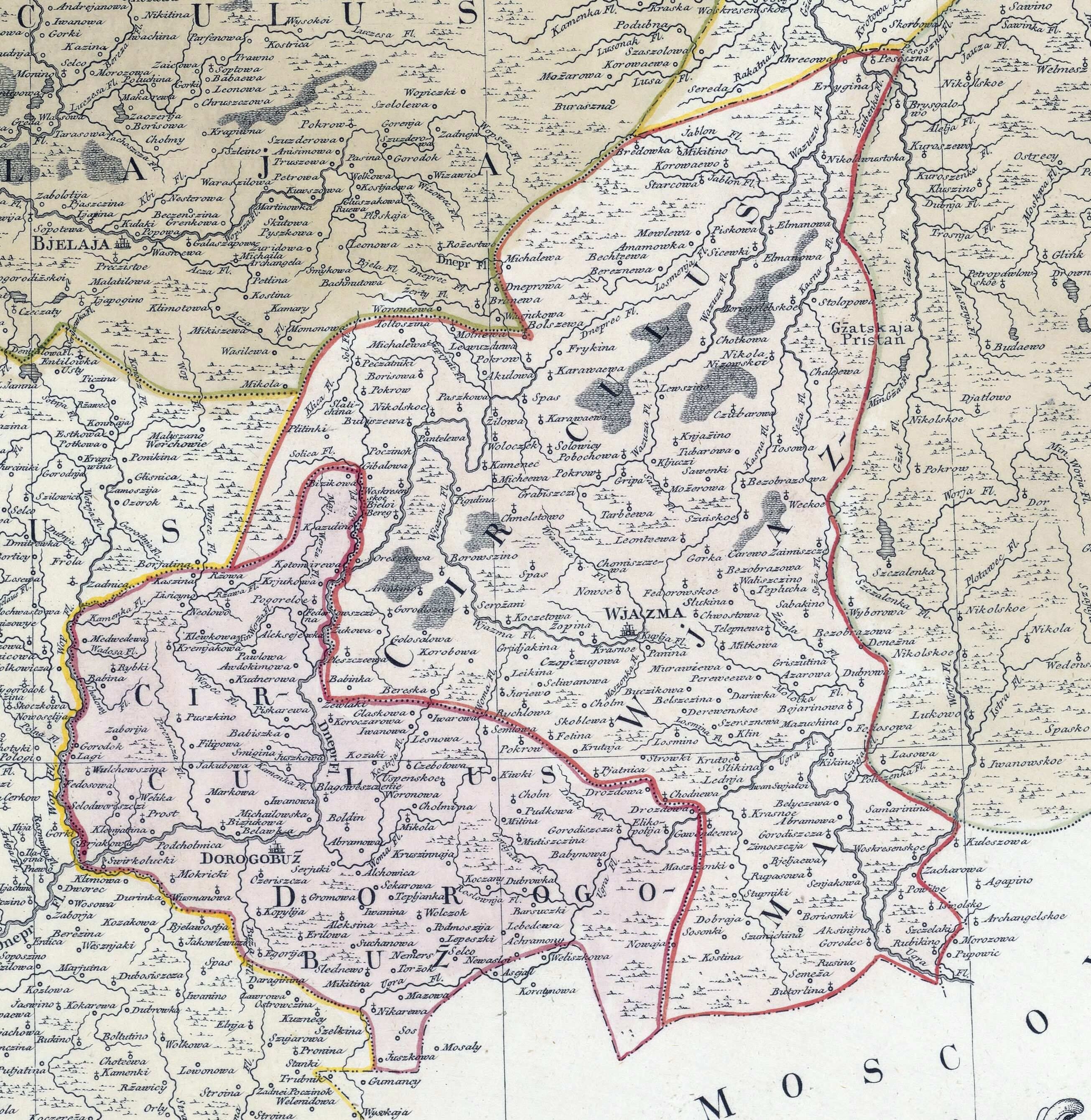
Дорогобужский уезд на карте Смоленской губернии. 1773 год

## История

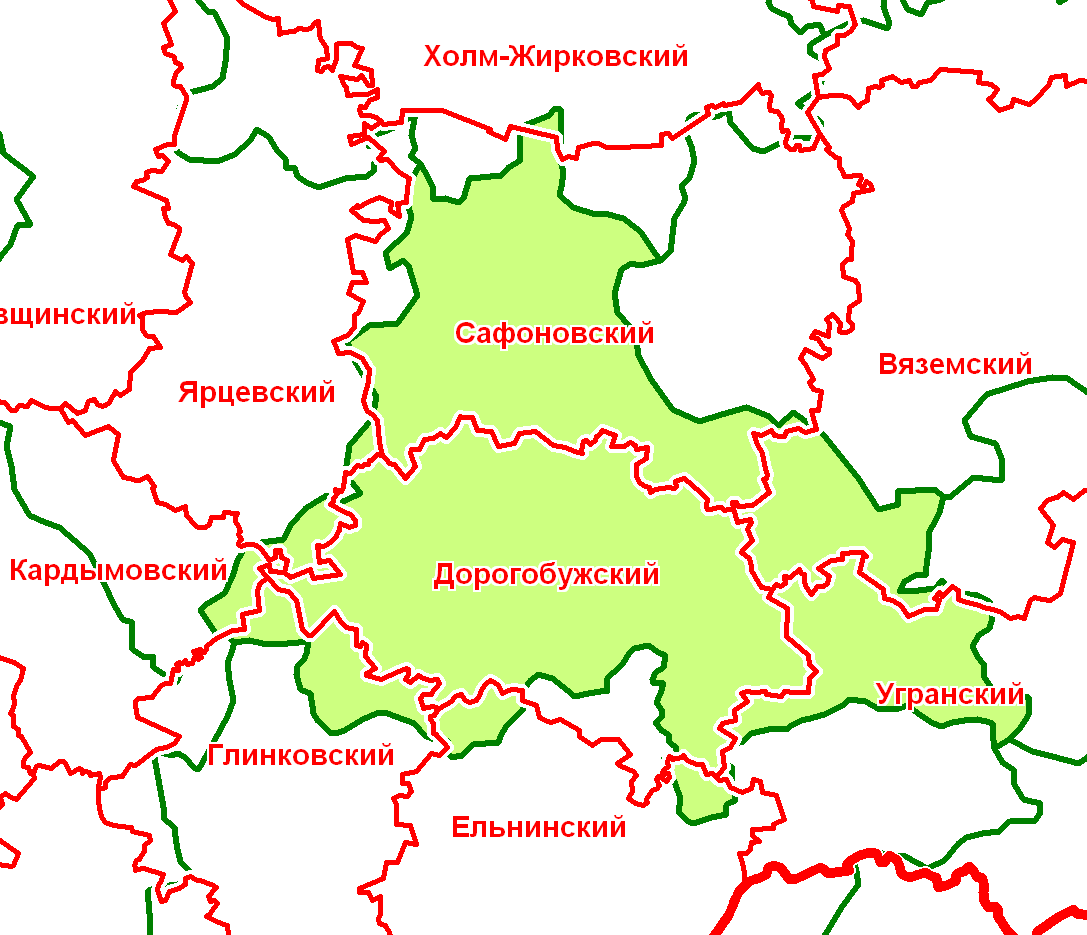
Дорогобужский уезд в современной сетке районов

Юридически Дорогобужский уезд был оформлен в 1708 году в ходе административной реформы Петра I, когда он был отнесён к Смоленской губернии. В 1713 году Смоленская губерния была упразднена и Дорогобужский уезд отошёл к Рижской губернии, однако уже в 1726 году Смоленская губерния была восстановлена. С 1775 по 1796 год Дорогобужский уезд относился к Смоленскому наместничеству, а потом вновь стал частью Смоленской губернии.
В 1927 году уезд был упразднён, а его территория разделена между Вяземским и Ярцевским уездами.

## Население
По данным переписи 1897 года в уезде проживало 104,7 тыс. чел. В том числе русские — 99,4 %. В городе Дорогобуже проживало 6486 чел.

## Административное деление
В 1890 году в состав уезда входило 15 волостей
| № п/п | Волость            | Волостное правление | Число селений | Население |
| ----- | ------------------ | ------------------- | ------------- | --------- |
| 1     | Бизюковская        | с. Бизюково         | 55            | 8311      |
| 2     | Волочковская       | д. Подмошье         | 51            | 8482      |
| 3     | Вышегорская        | с. Пушкино          | 56            | 4987      |
| 4     | Дуденская          | д. Клетки           | 47            | 6825      |
| 5     | Егорьевская        | с. Михайловское     | 44            | 4843      |
| 6     | Какушкинская       | с. Какушкино        | 21            | 2865      |
| 7     | Кисловская         | д. Кислово          | 28            | 3995      |
| 8     | Красно-Болотовская | д. Быкова           | 38            | 4528      |
| 9     | Леоновская         | д. Юркина           | 42            | 4210      |
| 10    | Озерищенская       | с. Озерище          | 73            | 9956      |
| 11    | Полежакинская      | д. Полежакино       | 28            | 3323      |
| 12    | Самцовская         | с. Самцово          | 27            | 5135      |
| 13    | Сафоновская        | с. Моисеево         | 73            | 4466      |
| 14    | Суткинская         | д. Овиновщина       | 42            | 5459      |
| 15    | Успенская          | с. Шилово           | 20            | 3479      |

В 1913 годах в уезде было также 15 волостей.
К 1926 году волостей стало 6: Дорогобужско-Пригородная, Дуденская (центр — с. Клетки), Кузинская, Озерищенская, Самцовская (центр — с. Щербинино), Сафоновская (центр — станция Дорогобуж).